# Ferbitzer Bruch
Das Naturschutzgebiet Ferbitzer Bruch liegt auf dem Gebiet des Landkreises Havelland und der Stadt Potsdam in Brandenburg. Benannt ist es nach der in der Döberitzer Heide gelegenen Wüstung Ferbitz.

## Unterschutzstellung
Der Ferbitzer Bruch wurde zum Naturschutzgebiet erklärt gemäß § 19 Absatz 1 und 2 des Brandenburgischen Naturschutzgesetzes vom 25. Juni 1992 (GVBl. I S. 208) verordnet der Minister für Umwelt, Naturschutz und Raumordnung. Das Gesetz trat am 16. April 1996 in Kraft.

## Beschreibung
Das 1156,36 ha große Naturschutzgebiet, das mit Verordnung vom 16. April 1996 unter Naturschutz gestellt wurde, erstreckt sich zwischen Priort im Nordwesten, einem Ortsteil der Gemeinde Wustermark, und Fahrland im Süden, einem Ortsteil von Potsdam. Nördlich des Gebietes verläuft die B 5, westlich die A 10 und der Havelkanal.

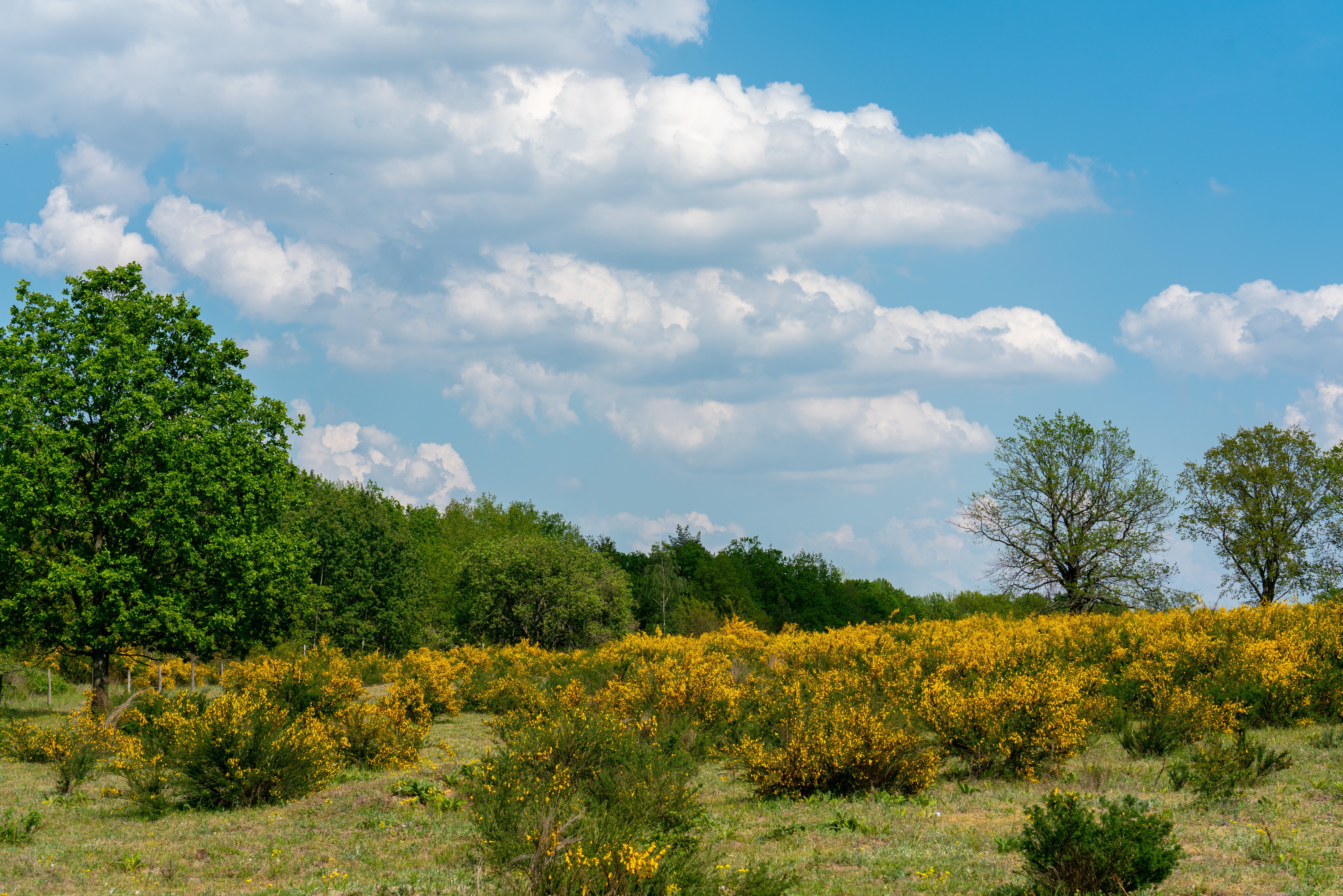
Ginsterblüte im Frühling

Der Ferbitzer Bruch grenzt im Osten an das NSG Döberitzer Heide und stellt einen großen Teil der Naturerlebnis Ringzone, welche der für Wanderer zugängliche Teil von Sielmanns Naturlandschaft Döberitzer Heide ist.